# Luc Pilartz
Luc Pilartz is een Belgisch violist en doedelzakspeler die voornamelijk folk speelt. Pilartz is autodidact.
Eind jaren 80 speelde hij bij Verviers Central en richtte hij met Steve Houben de bekende Waalse folkband Panta Rhei op.
Nadat hij deze laatste band verliet, richtte hij met Didier Laloy en Aurélie Dorzée het Trio Trad op.
In het Ensemble Luc Pilartz wordt dit trio aangevuld met vier extra muzikanten (een derde viool, gitaar, contrabas en percussie). Het ensemble nam onder meer het album Violon populaire en Wallonie op, met muziek uit het einde van de 18e en begin van de 19e eeuw.

## Discografie
- Meslanges (2003)
- Musique de Suède (2005 Wild boar music)
- Made in belgium (2005 met Trio Trad)
- Le sac et la corde (2010 met Arnaud Degimbe - Wild boar music)
- Duo Pilartz Gielen - UN  (2015 Homerecords)
- Elles s’y promènent – Comme il m’en souviendra (Wild boar music)
- Ensemble Luc Pilartz : Violon populaire en Wallonie